# Haus Ruhr (Schwerte)

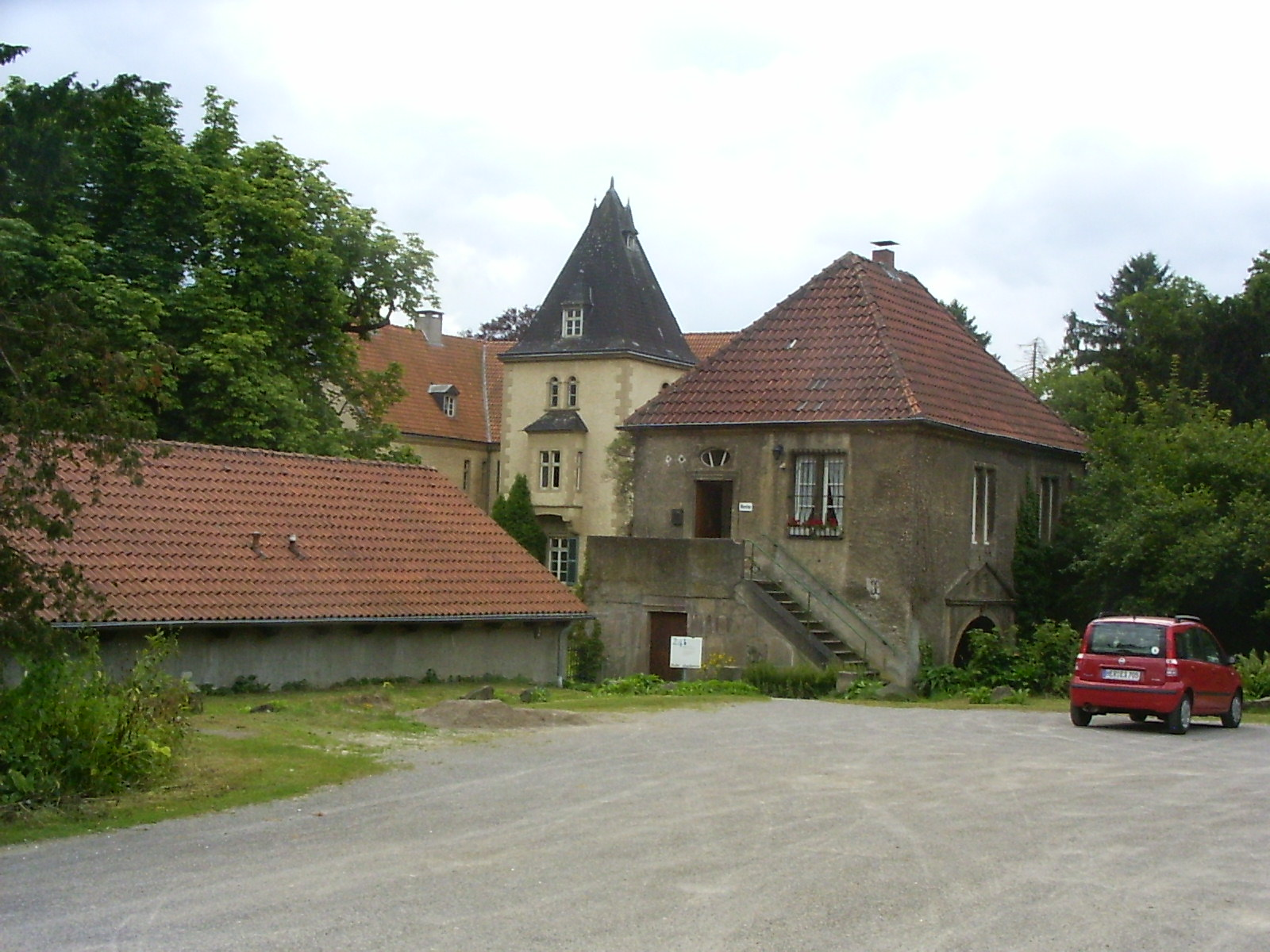
Haus Ruhr

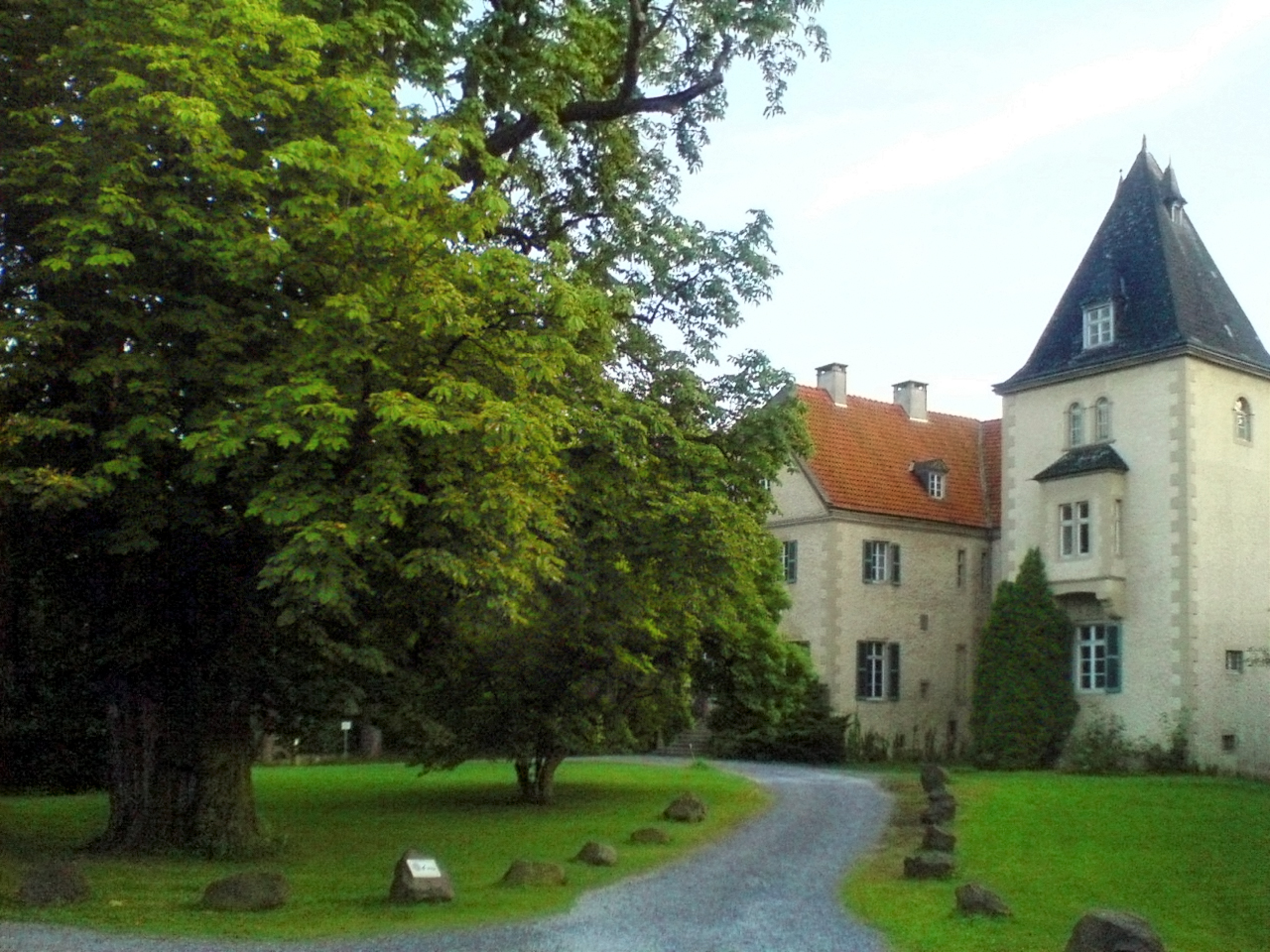
Rosskastanie (links) vor Haus Ruhr

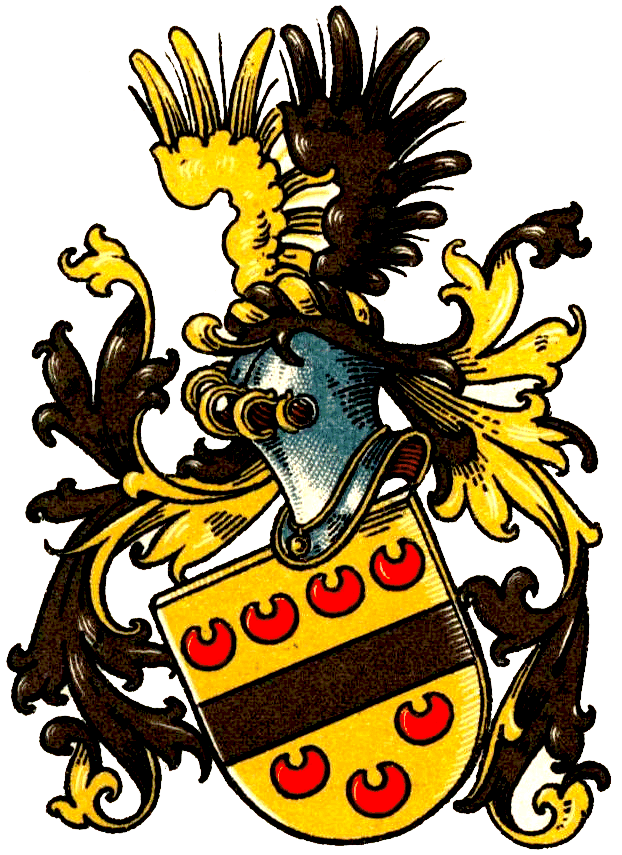
Wappen von Neheim

Haus Ruhr ist ein denkmalgeschütztes Gebäudeensemble und eine ehemalige Wasserburg in Schwerte-Wandhofen in Nordrhein-Westfalen (Deutschland). Es liegt am Wannebach nahe seiner Mündung in die Ruhr.

## Geschichte
Errichtet wurde Haus Ruhr 1455 von Jan von Boyle zu Wetter, einem Erbburgmann in Wetter, für seinen Schwiegersohn aus dem Adelsgeschlecht derer von Neheim. 
1734 kam die Burg an die von Höveln auf Sölde, 1839 kaufte ein Privatmann aus Köln das Anwesen, danach wechselten die Besitzer häufig.
Die vielen Kriege zu der Zeit machten es erforderlich, dass die Anlage ganz auf Verteidigung ausgelegt war. Die heutigen Gebäude stammen aus dem 17. und 19. Jahrhundert.
Mitte der 1970er Jahre wurde Haus Ruhr als Kinder- und Jugendheim genutzt. 
1987 erwarb Jürgen Störr das Schloss, welches er in den Jahren 1988 bis 1995 für den Studienbetrieb der Ruhrakademie renovieren ließ. 
Im Schlosshof steht eine der ältesten Rosskastanien Nordrhein-Westfalens, sie wird die Mutter der Kastanien genannt. Sie ist über 200 Jahre alt, hat einen Durchmesser von 610 cm, einen Umfang von ca. 17 m und eine Höhe von ca. 20 m. Ihr Ursprung hat viele Geschichten. Der interessantesten nach soll der Graf von Nesselrode, ein Gesandter Friedrichs des Großen, eine Handvoll der seltsamen stacheligen Kastanienfrüchte von einer Mission in Persien mitgebracht haben. Bei einer Rast auf Haus Ruhr soll er eine dieser Früchte aus seinen Satteltaschen verloren haben. Dies sei die Geburtsstunde der Kastanienmutter gewesen, der ersten Kastanie auf heimatlichem Boden.
Der Landschaftsgarten wurde nach englischem Vorbild im 19. Jahrhundert angelegt.